# هيلين روجرز ريد
هيلين روجرز ريد (بالإنجليزية: Helen Rogers Reid)‏ هي ناشرة أمريكية، ولدت في 23 نوفمبر 1882 في أبلتون في الولايات المتحدة، وتوفيت في 27 يوليو 1970 في نيويورك في الولايات المتحدة.